# Mont Galèsion
Le mont Galèsion, dit aussi mont Galèsios, est une hauteur située, à l'époque byzantine, non loin d'Éphèse. Il est appelé actuellement Alamandağ.
Il s'agit d'une colline de 764 mètres d'altitude.